# Grijswangmuisspecht
De grijswangmuisspecht (Dendrocincla fuliginosa) is een zangvogel uit de familie Furnariidae (ovenvogels).

## Verspreiding en leefgebied
Deze soort telt elf ondersoorten:
- D. f. ridgwayi: van ZO-Honduras tot W-Colombia, W-Ecuador en NW-Peru.
- D. f. lafresnayei: N en O-Colombia en NW-Venezuela.
- D. f. meruloides: N-Venezuela en Trinidad.
- D. f. deltana: Orinoco rivierdelta (NE-Venezuela).
- D. f. barinensis: N-Colombia en WC-Venezuela.
- D. f. phaeochroa: ZO-Colombia, Z-Venezuela en NW-Brazilië.
- D. f. neglecta: O-Ecuador, O-Peru en W-Brazilië.
- D. f. atrirostris: ZO-Peru, N en C-Bolivia en ZW-Brazilië.
- D. f. fuliginosa: ZO-Venezuela, de Guyana's en N-Brazilië.
- D. f. rufoolivacea: OC-Brazilië.
- D. f. trumaii: C-Brazilië.

## Status
De grootte van de populatie is in 2019 geschat op 5-50 miljoen volwassen vogels. Op de Rode lijst van de IUCN heeft deze soort de status niet bedreigd.